# Kabinett Depretis III
Das Kabinett Depretis III regierte das Königreich Italien vom 19. Dezember 1878 bis zum 14. Juli 1879. Es löste das Kabinett Cairoli I ab. Ministerpräsident war zum dritten Mal innerhalb von drei Jahren Agostino Depretis.
Das Kabinett Depretis III war das 18. Kabinett des Königreiches und wurde von der „Historischen Linken“ (italienisch Sinistra storica) gestützt. Es war 6 Monate und 25 Tage im Amt und stürzte infolge eines Misstrauensvotums in der Abgeordnetenkammer, als das Parlament gegen die von der Regierung angestrebte Abschaffung der Mehlsteuer votierte. Abgelöst wurde es vom Kabinett Cairoli II.

## Minister

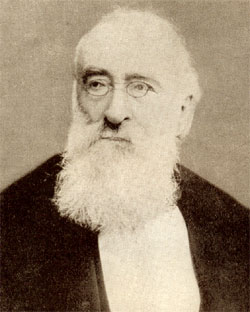
Agostino Depretis

| Ministerien                          | Name                           |
| ------------------------------------ | ------------------------------ |
| Ministerpräsident                    | Agostino Depretis              |
| Äußeres                              | Agostino Depretis              |
| Inneres                              | Agostino Depretis              |
| Justiz und Kirchenangelegenheiten    | Diego Tajani                   |
| Krieg                                | Gustavo Mazè de la Roche       |
| Marine                               | Niccolò Ferracciu              |
| Finanzen                             | Agostino Magliani              |
| Schatz                               | Agostino Magliani              |
| Öffentliche Arbeiten                 | Raffaele Mezzanotte            |
| Bildung                              | Michele Coppino                |
| Landwirtschaft, Industrie und Handel | Salvatore Majorana Calatabiano |